# Ernandes Lopes Dorvillé
Ernandes Lopes Dorvillé (Marechal Deodoro, 2 de junho de 1919 – Maceió, 6 de julho de 1995) foi um magistrado brasileiro que exerceu interinamente o cargo de governador de Alagoas em 1978.

## Biografia
Filho de Artur Charles Dorvillé e Maria Lopes Dorvillé graduou-se Bacharel em Direito pela Faculdade de Direito do Recife em 1948. Juiz de direito durante treze anos (1949-1962) foi nomeado desembargador em 1962 sendo guindado aos cargos de presidente do Tribunal Regional Eleitoral de Alagoas (1970-1974) e a seguir presidente do Tribunal de Justiça (1977-1978). Empossado governador de Alagoas entre 14 de agosto e 14 de setembro daquele ano, ocupou o cargo até que se escolhesse o substituto de Divaldo Suruagy para concorrer às eleições visto que o vice-governador havia falecido antes daquela data. Finda a sua interinidade foi eleito o presidente da Assembléia Legislativa.